# Château Pape Clément

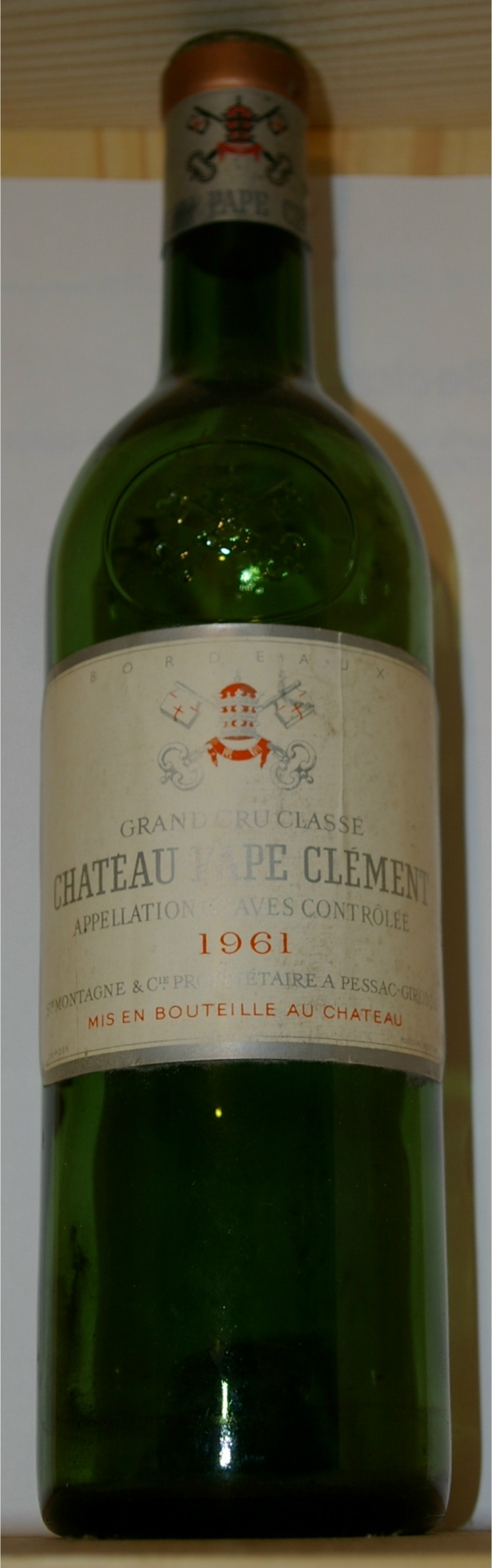
Botella cosecha de 1961 de Château Pape Clément.

Château Pape Clément es una finca productora de vino en la región vinícola de Burdeos en Francia y, dentro de ella, en la AOC Pessac-Léognan de Graves. Fue clasificada entre los primeros crus de vino tinto en la Clasificación del vino de Graves de 1959. 
Plantada en el año 1300, es la finca vinícola más antigua de Burdeos, habiendo recolectado su 700.º cosecha en 2006. Fue un regalo a Bertrand de Goth al ser nombrado arzobispo de Burdeos, realizado por su hermano, Berald. Recibió su nombre del que adoptó Bertrand al ser nombrado papa, Clemente V; al ser elegido en 1306 dio la finca a su sucesor como arzobispo, cardenal Arnaud de Canteloup. Bertrand, quien más tarde trasladaría el papado a Aviñón cerca de Châteauneuf-du-Pape, plantó este viñedo original con uvas tintas. Las uvas blancas se plantaron al otro lado del río cerca de la ciudad de Lormont. El viñedo siguió siendo propiedad del arzobispado de Burdeos hasta la Revolución francesa, cuando fue nacionalizado y vendido como un bien national.
La bodega y los viñedos se encuentran en la comuna de Pessac, al suroeste de la ciudad de Burdeos. Cuando la finca se omitió en la clasificación inicial de Graves de 1953 causó cierta controversia.